# 朱利安·柯立芝
朱利安·羅威爾·柯立芝 （英語：Julian Lowell Coolidge；1873年9月28日—1954年3月5日）是一位美國數學家，任教於哈佛大學數學系，曾擔任系主任。

## 生平
柯立芝出生於布魯克萊恩 (麻薩諸塞州)，先後在哈佛大學及牛津大學求學。
柯立芝在1897年至1899年期間執教於格羅頓學校，後來的美國總統富蘭克林·德拉諾·羅斯福曾是柯立芝的學生。柯立芝在1902年離開了格羅頓學校，轉往哈佛大學任教，擔任助理教授。柯立芝自1902年起的兩年都在歐洲遊學進修，先在義大利都靈，而後就讀德國波恩大學 ，並獲得博士學位。 柯立芝返回哈佛後，從此的教學生涯都在哈佛度過，僅有一年以交換學人身分至巴黎大學。
第一次世界大戰期間，柯立芝任職於美軍派駐法國的海外特遣軍(Overseas Expeditionary Force)，授階為少校。戰爭結束後，法國政府授予柯立芝法國榮譽軍團勳章.
柯立芝返回哈佛大學重執教鞭後，獲聘為正教授。自1927年起，柯立芝開始擔任哈佛大學數學系系主任，直至1940年退休始卸下系主任職務。 柯立芝是美國文理科學院院士。 柯立芝曾任美國數學協會主席、美國數學學會副主席。柯立芝著有多本數學及數學史書籍。
朱利安·柯立芝於1954卒於劍橋 (麻薩諸塞州)，享年80歲。

## 作品
- J. L. Coolidge (1909) The elements of non-Euclidean geometry （页面存档备份，存于）, Oxford University Press.
- J. L. Coolidge (1916) A treatise on the circle and the sphere, Oxford University Press.[5]
- J. L. Coolidge (1924) The geometry of the complex domain, The Clarendon Press.
- J. L. Coolidge (1925) An introduction to mathematical probability, Oxford University Press.
- J. L. Coolidge (1931) A Treatise on Algebraic Plane Curves, Oxford University Press (Dover Publications 2004).
- J. L. Coolidge (1940) A history of geometrical methods,[6]Oxford University Press (Dover Publications 2003).
- J. L. Coolidge (1945) History of the conic sections and quadric surfaces, The Clarendon Press.[7]
- J. L. Coolidge (1949) The Mathematics Of Great Amateurs, Oxford University Press (Dover Publications 1963).

## 外部連結
- 朱利安·柯立芝的作品  - 古騰堡計劃
- 互联网档案馆中朱利安·柯立芝的作品或与之相关的作品
- Coolidge: "Origin of Polar Coordinates" (from MacTutor) （页面存档备份，存于）